# Ardisia pachysandra
Ardisia pachysandra là một loài thực vật có hoa trong họ Anh thảo. Loài này được (Wall.) Mez mô tả khoa học đầu tiên năm 1902.